# Kampfgeschwader 100
Kampfgeschwader 100 (dobesedno slovensko: Bojni polk 100; kratica KG 100) je bil bombniški letalski polk (Geschwader) v sestavi nemške Luftwaffe med drugo svetovno vojno.

## Organizacija
- štab
- I. skupina
- II. skupina
- III. skupina
- IV. skupina

## Vodstvo polka
Poveljniki polka (Geschwaderkommodore)
- Podpolkovnik Heinz von Holleben: 29. november 1941
- Major Fritz Auffhammer: 4. maj 1943
- Podpolkovnik Bernhard Jope: 10. september 1943